# Cratere Hartwig (Luna)
Hartwig è un cratere lunare di 78,46 km situato nella parte sud-occidentale della faccia visibile della Luna.
Il cratere è dedicato all'astronomo tedesco Carl Ernst Albrecht Hartwig.

## Crateri correlati
Alcuni crateri minori situati in prossimità di Hartwig sono convenzionalmente identificati, sulle mappe lunari, attraverso una lettera associata al nome.
| Hartwig | Coordinate           | Diametro (in km) |
| ------- | -------------------- | ---------------- |
| A       | 5°45′36″S 79°51′36″W | 9,95             |
| B       | 8°25′12″S 77°33′36″W | 10,22            |